# 捷季利基夫齊 (舒姆西克區)
50°2′53″N 25°52′19″E / 50.04806°N 25.87194°E
捷季利基夫齊（烏克蘭語：Тетильківці），是烏克蘭的村落，位於該國西部捷爾諾波爾州，由克列梅涅茨區負責管轄，始建於1400年，面積2.4平方公里，2001年人口636，人口密度每平方公里265人。